# Razljev
Razljev – wieś w Chorwacji, w żupanii zagrzebskiej, w gminie Križ. W 2011 roku liczyła 131 mieszkańców.